# Guti (volk)
| Geschiedenis van Mesopotamië |                                              |                                              |                                              |                                                                        |                                                                        |                                                                        |                                                                        |
| Prehistorisch Mesopotamië pre–3100 v. Chr. Hassunacultuur 6400-5800 Samarracultuur 5500-4800 Halafcultuur 5500-4500 Obeidcultuur 5500-4000 Urukperiode 4000-3100                              |                                              |                                              |                                              |                                                                        |                                                                        |                                                                        |                                                                        |
| Sumerië Jemdet Nasr-periode 3100-2900 Vroeg-dynastieke periode 2900-2350 Ebla 2500-2350 — Mari 2900- 1750 Akkadische Rijk 2350-2150 Guti-overheersing 2212–2120 Neo-Sumerische Rijk 2120–2004 |                                              |                                              |                                              |                                                                        |                                                                        |                                                                        |                                                                        |
| Tijd van Isin en Larsa 2004–1763 v. Chr. | Tijd van Isin en Larsa 2004–1763 v. Chr.     | Tijd van Isin en Larsa 2004–1763 v. Chr.     | Tijd van Isin en Larsa 2004–1763 v. Chr.     | Oud-Assyrische periode 2000–1756 v. Chr.                               | Oud-Assyrische periode 2000–1756 v. Chr.                               | Oud-Assyrische periode 2000–1756 v. Chr.                               | Oud-Assyrische periode 2000–1756 v. Chr.                               |
| Babylonië Oud-Babylonische Rijk 1750-1595 |                                              |                                              |                                              |                                                                        |                                                                        |                                                                        |                                                                        |
| Karduniaš 1590-1100 Midden-Babylonische Rijk | Karduniaš 1590-1100 Midden-Babylonische Rijk | Karduniaš 1590-1100 Midden-Babylonische Rijk | Karduniaš 1590-1100 Midden-Babylonische Rijk | Mitanni 15e eeuw Midden-Assyrische Rijk 1400-1200 Hanigalbat 1400-1200 | Mitanni 15e eeuw Midden-Assyrische Rijk 1400-1200 Hanigalbat 1400-1200 | Mitanni 15e eeuw Midden-Assyrische Rijk 1400-1200 Hanigalbat 1400-1200 | Mitanni 15e eeuw Midden-Assyrische Rijk 1400-1200 Hanigalbat 1400-1200 |
| Nieuw-Assyrische Rijk 900-609 |                                              |                                              |                                              |                                                                        |                                                                        |                                                                        |                                                                        |
| Nieuw-Babylonische Rijk 626-539 |                                              |                                              |                                              |                                                                        |                                                                        |                                                                        |                                                                        |
| Portaal Geschiedenis Portaal Mesopotamië |                                              |                                              |                                              |                                                                        |                                                                        |                                                                        |                                                                        |

De Guti, in Nederlandse transcriptie ook wel Goeti of Goeteeërs genoemd, waren een volk uit het Zagrosgebergte dat rond 2212 v.Chr. het rijk van Sumer en Akkad binnenviel. Zij waren barbaren die het koningschap niet kenden. De latere kroniekschrijvers zouden de ontstane wanorde beschrijven met een wanhopig wie is er koning, wie is er geen koning. Kunstvoorwerpen en handelscontracten werden schaars. De Guti pasten zich echter snel aan en in de tweede helft van de eeuw dat zij het land beheersten werden er autochtone patesi's (gouverneurs) aangesteld zoals Gudea die het land weer tot bloei brachten.
Hoe het Akkadische Rijk precies aan zijn eind gekomen is, is verre van duidelijk. Over de laatste twee Akkadische koningen, Dudu en Šudurul is weinig bekend. In later tijden werd de val van Akkad geheel aan de verderfelijke Guti geweten, of zelfs aan heiligschennis die Naram-Sin bedreven zou hebben. Hij overwon nog de Lullubi, die mogelijk een Guti-stam waren. Het was onder zijn opvolger Shar-Kali-Sharri dat de Guti een grote politieke rol begonnen te spelen. 
De Sumerische koningslijst geeft een hele rij Guti-koningen, maar het is twijfelachtig dat zij ooit over geheel Sumer en Akkad regeerden. Het is waarschijnlijker dat (mede) door hun toedoen het land weer in vele stadstaten en stadstaatjes uiteenviel. Sommige daarvan kunnen best de Guti als bondgenoten gezien hebben om zich te ontdoen van het juk van Akkad of vazallen van de Guti-koningen geworden zijn. Tegen het einde van de Guti-tijd waren er ten minste drie machtcentra: Uruk en Lagaš in het zuiden en de Guti-vorsten die waarschijnlijk rond Adab hun machtscentrum tussen de rivieren hadden, maar vooral de streken ten oosten van de Tigris beheersten.  Uiteindelijk wist Utu-Khegal van Uruk de Guti te verslaan en was hun politieke rol in Mesopotamië voorgoed uitgespeeld.
Guti is nu ook nog een Koerdische bergnaam.

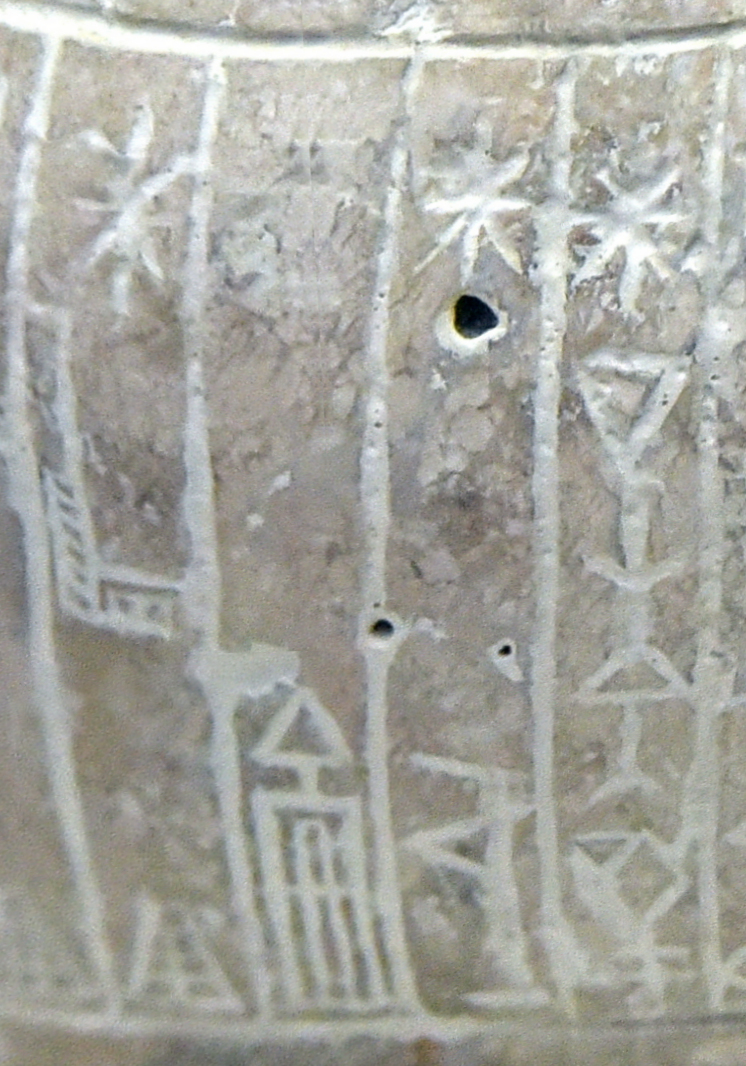
De goden van de Guti